# Novo Selo (Čazma)
Novo Selo is een plaats in de gemeente Čazma in de Kroatische provincie Bjelovar-Bilogora. De plaats telt 66 inwoners (2001).